# Georges de Pisidie
 (janvier 2025).
Si vous disposez d'ouvrages ou d'articles de référence ou si vous connaissez des sites web de qualité traitant du thème abordé ici, merci de compléter l'article en donnant les références utiles à sa vérifiabilité et en les liant à la section « Notes et références ».
Georges de Pisidie (en grec ancien : Γεώργιος Πισίδης) est un poète de langue grecque né vers 580 et mort vers 634 et dont l'œuvre est contemporaine de l'empereur byzantin Héraclius qui régna de 610 à 641.

## Biographie
Natif de la province de Pisidie, il fut diacre de l'Église de Constantinople, et exerça dans la basilique Sainte-Sophie les fonctions de référendaire, de sacristain (skévophylax) et d'archiviste (chartophulax). Nous avons conservé de lui huit œuvres versifiées, représentant environ cinq mille vers, et un texte en prose. Ses sujets sont principalement l'histoire des guerres d'Héraclius et la foi chrétienne.

## Écrits
Pour une référence précise à ses œuvres et aux nouvelles éditions éventuelles, voir Clavis Patrum Græcorum 7827-7839 ; voici les titres de ses œuvres dans la traduction latine qui accompagne l'original grec dans l'édition de la Patrologia Graeca de Migne :
1. De expeditione Heraclii imperatoris contra Persas libri tres (récit de la campagne d'Héraclius contre les Perses en 622, dont le poète fut certainement un témoin oculaire)
2. Bellum Avaricum (récit du siège de Constantinople par les Avars en 626)
3. Heraclias ou De extremo Chosroae Persarum regis excidio (célébration des hauts faits de l'empereur Héraclius)
4. In sanctam Jesu Christi Dei nostri resurrectionem (exhortation à Flavius Constantin, fils et héritier d'Héraclius, de marcher sur les traces de son père)
5. Hexaemeron ou Opus sex dierum seu Mundi opificium (le plus long des huit poèmes, commentaire en vers du premier chapitre de la Genèse, dédié au patriarche Serge Ier)
6. De vanitate vitae
7. Contra impium Severum Antiochiae (dénonciation du monophysisme)
8. In templum Deiparae Constantinopoli in Blachernissitum (description de l'église Sainte-Marie des Blachernes)
9. Encomium in sanctum Anastasium martyrem (éloge en prose de saint Anastase le Perse, soldat de l'armée du roi Chosroès II, converti au christianisme et mort en martyr le 22 janvier 628)

Certains lui attribuent d'autre part l'hymne acathiste à la Mère de Dieu que la tradition rapporte plutôt avoir été composé par le patriarche Serge Ier pendant le siège de Constantinople en 626. Il était l'auteur d'autres œuvres, dont les titres sont cités par le chroniqueur Théophane le Confesseur, par la Souda et par Isaac Tzétzès, mais qui ne nous sont pas parvenues.
Voici, en dehors de la Patrologia Graeca, des éditions et traductions récentes de cette œuvre :
- Carmi di Giorgio di Pisidia, éd. Luigi Tartaglia. Turin: Classici Unione Tipografico-Editrice Torinese, 1998.
- Poemi, Panegirici epici, éd., trad. (italien) Agostino Pertusi. Ettal: Buch-Kunstverlag-Ettal, 1959.
- Hexaemeron, éd., trad. (italien), commentaire F. Gonnelli. Pise: Edizioni ETS, 1998.

Voici des études sur l'œuvre :
- Ludwig, Claudia, "Kaiser Herakleios, Georgios Pisides und die Perserkriege", in Varia III, Poikila Buzantina, II, éd. P. Speck (Bonn, 1991) 73-128.
- MacCoull, L. S. B., "George of Pisidia: Against Severus: In Praise of Heraclius", in The Future of the Middle Ages and the Renaissance: Problems, Trends and Opportunities for Research, éd. Roger Dahood (Arizona Studies in the Middle Ages and the Renaissance 2; Turhout, 1998) 69-79.

## Le poète
On rattache souvent Georges de Pisidie à l'école poétique de Nonnos de Panopolis. C'est notamment vrai pour la versification : alors que la poésie grecque antique ne tenait compte que de la quantité des syllabes (longues ou brèves), les poètes à partir de Nonnos accordèrent de plus en plus d'importance à l'accentuation des mots (à la césure et à la fin du vers) ; il s'agit donc d'une versification mixte, métrico-rythmique. En fait, l'identité des vers antiques disparaît plus ou moins, et si l'on dit en général que Georges de Pisidie compose en « trimètre iambique » (qui était dans l'Antiquité le vers du genre dramatique), il ne s'agit plus guère chez lui que d'un vers de douze syllabes, fortement coupé en deux parties.
Georges de Pisidie est une source très importante pour reconstituer l'histoire de son temps. Sinon, c'est un poète officiel et courtisan, au service de l'empereur Héraclius et du patriarche Serge Ier ; ses œuvres sont jugées de nos jours rhétoriques et froides, sans grande sensibilité poétique. Cependant, il fut très célèbre et très admiré pendant toute l'époque byzantine, et Michel Psellos a écrit une Comparaison de Georges de Pisidie et d'Euripide (un rapprochement apparemment justifié par l'usage du même vers, le trimètre iambique). Il est le dernier poète grec de l'Antiquité tardive que nous connaissions (en dehors des religieux hymnographes) : après lui, la littérature grecque profane subit une éclipse.